# Pleurobrachia pileus
Groseille de mer
Espèce
Synonymes
- Beroe hexagona (Modeer, 1790)
- Beroe pileus O. F. Müller, 1776
- Callianira hexagona Slabber, 1778
- Callianira hexagona (Modeer, 1790)
- Callianira slabberi De Haan, 1827
- Callianira triploptera Lamarck, 1816
- Cydippe pileus Müll. Mörch
- Pleurobrachia rhododactyla L. Agassiz, 1860

Pleurobrachia pileus est une espèce de cténophores de la famille des Pleurobrachiidae. Cette espèce porte le nom vernaculaire de Groseille de mer. Elle a été décrite pour la première fois par le zoologue danois Otto Friedrich Müller en 1776.

## Description et caractéristiques
Pleurobrachia pileus est un petit cténophore, globuleux ou ovoïde qui peut atteindre 2,5 cm de long. Il a une paire de longs tentacules qui sont utilisés pour attraper des proies et peuvent être rétractés dans des gaines. Les tentacules atteignent jusqu'à vingt fois la longueur du corps et sont bordés par des fils collants appelés colloblastes. 

## Habitat et répartition
Cette espèce est présente dans le Nord de l'océan Atlantique, dans l'océan Austral, le Pacifique, en Méditerranée et en mer du Nord.

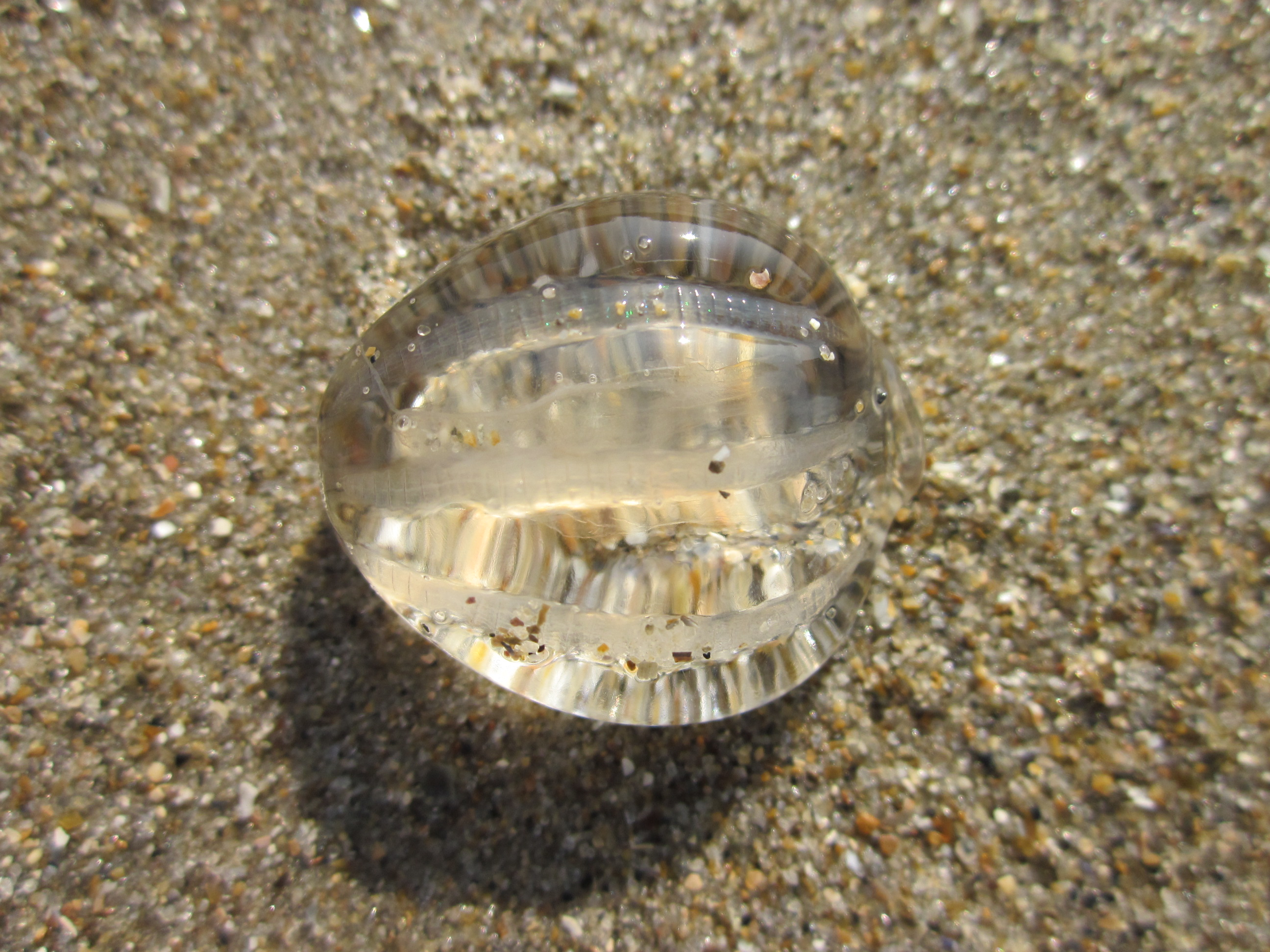
Pleurobrachia pileus sur une plage.
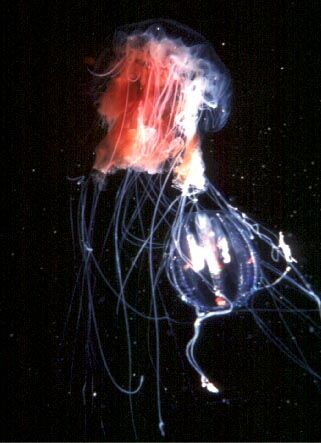
Pleurobrachia pileus attaqué par une méduse à crinière de lion.